# Eudorylas accedens
Eudorylas accedens är en tvåvingeart som först beskrevs av Hardy 1954.  Eudorylas accedens ingår i släktet Eudorylas och familjen ögonflugor. Inga underarter finns listade i Catalogue of Life.